# Luke Davies

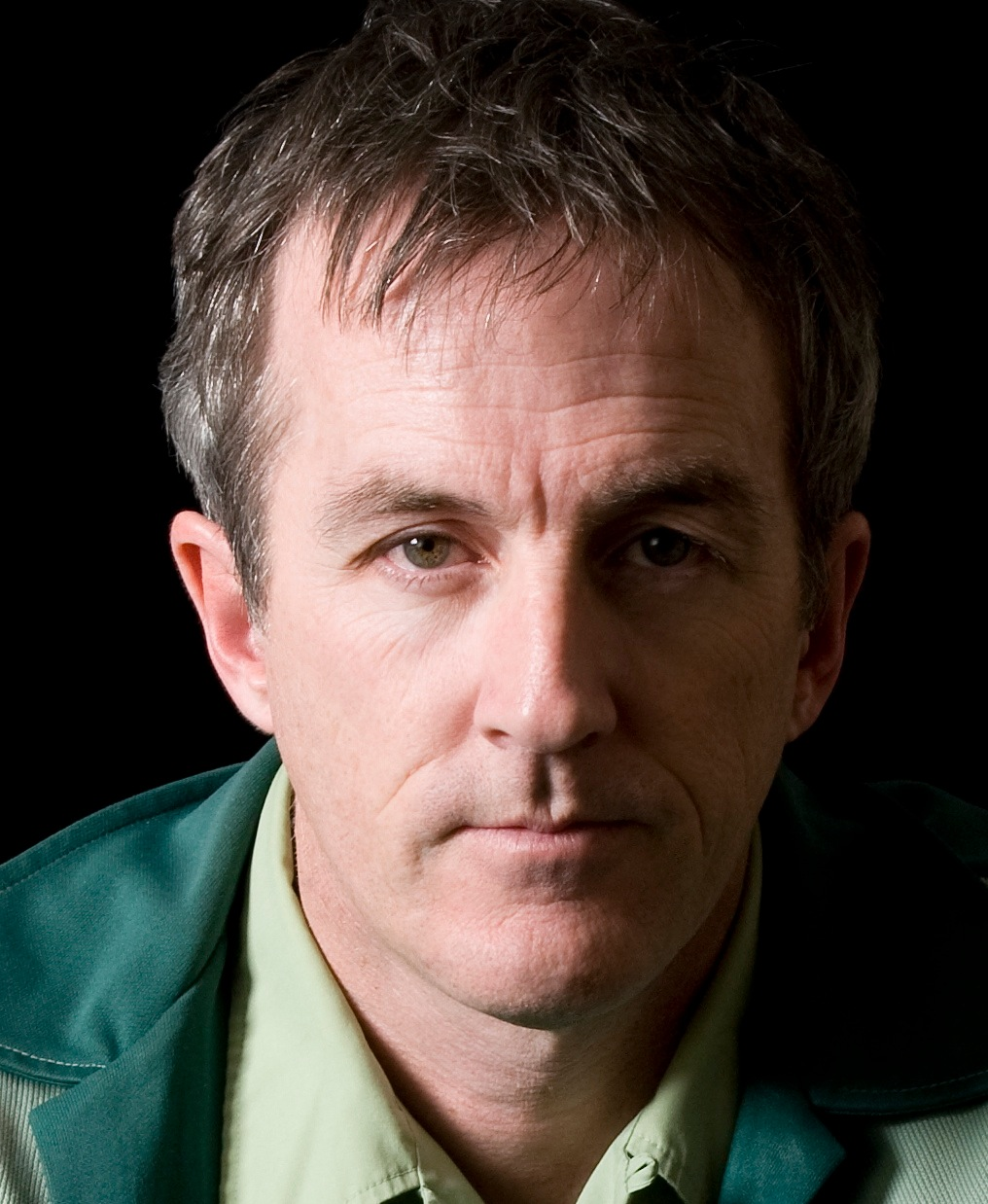
Luke Davies 2013

Luke Davies (* 13. März 1962 in Sydney) ist ein australischer Romanautor, Dichter und Drehbuchautor.

## Leben
Luke Davies wuchs in West Pymble, einem Vorort von Sydney auf. Davies begann bereits mit 13 Jahren mit dem Schreiben von Lyrik. Er studierte Kunst an der Universität Sydney. Sein erstes Werk Four plots for magnets Glandular erschien 1982 noch während seines Studiums. In den 1980ern war er heroinabhängig. Diese Zeit, die er heute als „dunkle Phase“ beschreibt, formte seinen Schreibstil. Seine Erfahrungen mit der Sucht verarbeitete er in den Romanen Candy und Isabelle the Navigator sowie in Zahlreichen seiner Gedichte. Neben seiner schriftstellerischen Tätigkeit arbeitete Davies in verschiedenen Berufen, so als LKW-Fahrer, Lehrer und Journalist. 1994 erschien seine Gedichtsammlung Absolute Event Horizon, für die er 1995 für den National Book Council Poetry Prize nominiert war. Mit seiner Gedichtsammlung Running With Light gewann er 2000 den Judith Wright Poetry Prize.
2004 erhielt er die Philip Hodgins Memorial Medal auf dem Mildura Writers’ Festival. Zu Candy schrieb er außerdem das Drehbuch. Der Film über die heroinsüchtige Candy und einen in sie verliebten Dichter wurde 2006 unter dem Titel Candy – Reise der Engel von Neil Armfield (Koautor des Drehbuchs) verfilmt. Für seinen Gedichtband Interferon Psalms gewann er 2012 den Literaturpreis des australischen Premierministers.
Luke Davies verfasste das Drehbuch zu Lion – Der lange Weg nach Hause nach dem autobiografischen Roman A Long Way Home von Saroo Brierley. Im Rahmen der Oscarverleihung 2017 erhielt er eine Nominierung für das Beste adaptierte Drehbuch. Ende Juni 2017 wurde Davies ein Mitglied der Academy of Motion Picture Arts and Sciences.

## Werke
Romane
- Candy Sydney: Allen & Unwin Publishers 1997
- Isabelle the Navigator. Sydney: Allen & Unwin Publishers 2000
- God of Speed, Sydney: Allen and Unwin 2008

Gedichtsammlungen
- Four Plots for Magnets. Glandular Press 1982. ISBN 0-9594130-3-0
- Absolute Event Horizon. Angus & Robertson 1994. ISBN 0-207-18402-X
- Running with Light. Sydney: Allen & Unwin 1999. ISBN 1-86508-012-8
- Totem: Totem Poem plus 40 Love Poems. Sydney: Allen & Unwin 2004. ISBN 1-74114-348-9
- Interferon psalms: 33 Psalms on the 99 Names of God. Sydney: Allen & Unwin 2011. ISBN 978-1-74237-034-7
- Four Plots for Magnets. Pitt Street Poetry 2013. ISBN 978-1-922080-12-7

## Filmografie (Auswahl)
- 2006: Candy – Reise der Engel (Candy)
- 2009: Air (Kurzfilm)
- 2014: Reclaim – Auf eigenes Risiko (Reclaim)
- 2015: Life
- 2016: Lion – Der lange Weg nach Hause (Lion)
- 2018: Beautiful Boy
- 2019: Catch-22 (Fernsehserie, Schöpfer)
- 2019: Angel of Mine
- 2020: Neues aus der Welt (News of the World)